# Neomegalotomus
Neomegalotomus is een geslacht van wantsen uit de familie van de Alydidae (Kromsprietwantsen). Het geslacht werd voor het eerst wetenschappelijk beschreven door Schaffner & Schaefer in 1998.

## Soorten
Het genus bevat de volgende soorten:

- Neomegalotomus parvus (Westwood, 1842)
- Neomegalotomus rufipes (Westwood, 1842)